# Lista de atuais Cavaleiros e Damas da Ordem da Jarreteira
A Nobilíssima Ordem da Jarreteira (Most Noble Order of the Garter, em inglês) é a mais tradicional e distinta das ordens de cavalaria britânicas, perdendo em grau somente para a Cruz Vitória (VC) e a Cruz de Jorge (GC). Fundada ainda no século XIV, a Ordem da Jarreteira é a mais antiga ordem de cavalaria em atividade contínua no mundo. Como uma tradicional ordem de cavalaria, sua membresia é notória por ser extremamente seleta e limitada, consistindo no Soberano britânico e o Príncipe de Gales - ambos na condição de membros ex officio e demais 24 membros plenos intitulados Companheiros da Ordem da Jarreteira. Os membros masculinos são conhecidos como "Cavaleiros Companheiros", enquanto os membros femininos são conhecidos como "Damas Companheiras". A Ordem também pode incluir os chamados Cavaleiros Supranumerários selecionados dentre membros da família real britânica (intitulados "Cavaleiros Reais") e eventualmente dentre monarcas estrangeiros (intitulados "Cavaleiros Estrangeiros"). A admissão à Ordem da Jarreteira é considerada uma distinção sem equivalência na nobreza britânica uma vez que o Soberano cria livremente novos Cavaleiros sem necessidade de conselho ministerial prévio.

## Cavaleiros e Damas da Ordem da Jarreteira
| Membro                          | Membro                       | Membro                                                 | Data de criação                                    | Data de nascimento                                   | Estandarte |
| ------------------------------- | ---------------------------- | ------------------------------------------------------ | -------------------------------------------------- | ---------------------------------------------------- | ---------- |
| Soberano                        |                              |                                                        |                                                    |                                                      |            |
|                                 |                              | S. M. o Rei                                            | 1958 (como Príncipe britânico)2022 (como Soberano) | 14 de novembro de 1948 (76 anos, 6 meses e 5 dias)   |            |
| Cavaleiros Reais                |                              |                                                        |                                                    |                                                      |            |
|                                 |                              | S. A. R. o Duque de Kent                               | 1985                                               | 9 de outubro de 1935 (89 anos, 7 meses e 10 dias)    |            |
|                                 |                              | S. A. R. o Duque de Gloucester                         | 1997                                               | 26 de agosto de 1944 (80 anos, 8 meses e 23 dias)    |            |
|                                 |                              | S. A. R. o Duque de Iorque                             | 2006                                               | 19 de fevereiro de 1960 (65 anos e 3 meses)          |            |
|                                 |                              | S. A. R. o Duque de Edimburgo                          | 2006                                               | 10 de março de 1964 (61 anos, 2 meses e 9 dias)      |            |
|                                 |                              | S. A. R. o Príncipe de Gales                           | 2008                                               | 21 de junho de 1982 (42 anos, 10 meses e 28 dias)    |            |
| Damas Companheiras              |                              |                                                        |                                                    |                                                      |            |
|                                 |                              | S. A. R. a Princesa Real                               | 1994                                               | 15 de agosto de 1950 (74 anos, 9 meses e 4 dias)     |            |
|                                 |                              | S. A. R. a Honorável Lady Ogilvy                       | 2003                                               | 25 de dezembro de 1936 (88 anos, 4 meses e 24 dias)  |            |
|                                 |                              | S. M. a Rainha                                         | 2022                                               | 17 de julho de 1947 (77 anos, 10 meses e 2 dias)     |            |
|                                 |                              | S. A. R. a Duquesa de Gloucester                       | 2024                                               | 20 de junho de 1946 (78 anos, 10 meses e 29 dias)    |            |
| Cavaleiros e Damas Estrangeiros |                              |                                                        |                                                    |                                                      |            |
|                                 |                              | S. M. a Rainha Margarida II RVC                        | 1979                                               | 16 de abril de 1940 (85 anos, 1 mês e 3 dias)        |            |
|                                 |                              | S. M. o Rei da Suécia RVC                              | 1983                                               | 30 de abril de 1946 (79 anos e 19 dias)              |            |
|                                 |                              | S. M. o Rei de Espanha RVC                             | 1988                                               | 5 de janeiro de 1938 (87 anos, 4 meses e 14 dias)    |            |
|                                 |                              | S. A. R. a Princesa Beatriz RVC GCVO                   | 1989                                               | 31 de janeiro de 1938 (87 anos, 3 meses e 18 dias)   |            |
|                                 |                              | S. M. I. o Imperador Emérito GCVO                      | 1998                                               | 23 de dezembro de 1933 (91 anos, 4 meses e 26 dias)  |            |
|                                 |                              | S. M. o Rei da Noruega RVC GCVO                        | 2001                                               | 21 de fevereiro de 1937 (88 anos, 2 meses e 28 dias) |            |
|                                 |                              | S. M. o Rei de Espanha GCVO                            | 2017                                               | 30 de janeiro de 1968 (57 anos, 3 meses e 19 dias)   |            |
|                                 |                              | S. M. o Rei dos Países Baixos                          | 2018                                               | 27 de abril de 1967 (58 anos e 22 dias)              |            |
| Cavaleiros e Damas Companheiros |                              |                                                        |                                                    |                                                      |            |
| 1 (986)                         |                              | S. G. o Duque de Abercorn                              | 1999                                               | 4 de julho de 1934 (90 anos, 10 meses e 15 dias)     |            |
| 2 (992)                         |                              | O Muito Honorável Barão de Brockwell GCB CVO PC        | 2003                                               | 3 de janeiro de 1938 (87 anos, 4 meses e 16 dias)    |            |
| 3 (994)                         |                              | O Muito Honorável Sir John Major CH                    | 2005                                               | 29 de março de 1943 (82 anos, 1 mês e 20 dias)       |            |
| 4 (999)                         |                              | O Muito Honorável Barão Luce DL GCVO PC                | 2008                                               | 14 de outubro de 1936 (88 anos, 7 meses e 5 dias)    |            |
| 5 (1001)                        | Cavaleiro da Jarreteira (KG) | Sir Thomas Dunne KCVO                                  | 2008                                               | 24 de outubro de 1933 (91 anos, 6 meses e 25 dias)   |            |
| 6 (1002)                        |                              | O Muito Honorável Barão de Worth Matravers             | 2011                                               | 21 de janeiro de 1938 (87 anos, 3 meses e 28 dias)   |            |
| 7 (1004)                        |                              | O Muito Honorável Barão Stirrup DL GCB AFC             | 2013                                               | 4 de dezembro de 1949 (75 anos, 5 meses e 15 dias)   |            |
| 8 (1005)                        |                              | A Muito Honorável Baronesa Manningham-Buller DCB       | 2014                                               | 14 de julho de 1948 (76 anos, 10 meses e 5 dias)     |            |
| 9 (1006)                        |                              | O Muito Honorável Lorde King de Lothbury DL GBE FBA    | 2014                                               | 30 de março de 1948 (77 anos, 1 mês e 19 dias)       |            |
| 10 (1007)                       | Cavaleiro da Jarreteira (KG) | O Muito Honorável Barão Shuttleworth KCVO KStJ         | 2016                                               | 2 de agosto de 1948 (76 anos, 9 meses e 17 dias)     |            |
| 11 (1010)                       |                              | O Muito Honorável Visconde Brookeborough               | 2018                                               | 30 de junho de 1952 (72 anos, 10 meses e 19 dias)    |            |
| 12 (1011)                       |                              | A Muito Honorável Lady Mary Fagan DCVO                 | 2018                                               | 11 de setembro de 1939 (85 anos, 8 meses e 8 dias)   |            |
| 13 (1013)                       |                              | O Muito Honorável Marquês de Salisbury KCVO PC DL      | 2019                                               | 30 de setembro de 1946 (78 anos, 7 meses e 19 dias)  |            |
| 14 (1014)                       |                              | A Muito Honorável Lady Mary Peters CH DBE              | 2019                                               | 6 de julho de 1939 (85 anos, 10 meses e 13 dias)     |            |
| 15 (1015)                       |                              | A Muito Honorável Baronesa Amos CH PC                  | 2022                                               | 13 de março de 1954 (71 anos, 2 meses e 6 dias)      |            |
| 16 (1016)                       |                              | O Muito Honorável Sir Tony Blair                       | 2022                                               | 6 de maio de 1953 (72 anos e 13 dias)                |            |
| 17 (1017)                       |                              | A Muito Honorável Baronesa Ashton de Upholland GCMG PC | 2023                                               | 20 de março de 1956 (69 anos, 1 mês e 29 dias)       |            |
| 18 (1018)                       |                              | O Muito Honorável Barão Patten de Barnes GH PC         | 2023                                               | 12 de maio de 1944 (81 anos e 7 dias)                |            |
| 19 (1019)                       |                              | O Muito Honorável Barão Peach GBE KCB DL               | 2024                                               | 22 de fevereiro de 1956 (69 anos, 2 meses e 27 dias) |            |
| 20 (1020)                       |                              | O Muito Honorável Barão Kakkar KBE PC                  | 2024                                               | 28 de abril de 1964 (61 anos e 21 dias)              |            |
| 21 (1021)                       |                              | O Muito Honorável Barão Lloyd-Webber                   | 2024                                               | 22 de março de 1948 (77 anos, 1 mês e 27 dias)       |            |